# Zagné
Zagné – miasto w Wybrzeżu Kości Słoniowej, w dystrykcie Montagnes, w regionie Cavally, w departamencie Taï.